# Drosophila magalhaesi
Drosophila magalhaesi este o specie de muște din genul Drosophila, familia Drosophilidae, descrisă de Mourao și Bicudo în anul 1967. Conform Catalogue of Life specia Drosophila magalhaesi nu are subspecii cunoscute.